# ريملان كمال
ريملان كمال (بالفارسية: ریملان کمال) هي قرية تقع في دشتياري في إيران. يقدر عدد سكانها بـ 124 نسمة بحسب إحصاء 2016.